# Stemma di Solarino
Lo stemma del Comune di Solarino, risalente al 1921, è definito araldicamente, dal Decreto Reale che ne concesse l'utilizzo: «d'azzurro, a tre spighe di frumento, col sole nascente e raggiante al cantone destro dello scudo, il tutto d'oro».
Nel tempo, però, ha subito diverse modifiche e sostituzioni.

## Storia
Il primo stemma del comune venne concesso unitamente all'autonomia comunale dal re Francesco I delle Due Sicilie. Tale emblema era del tutto simile agli altri che furono assegnati ai comuni del regno,  vale a dire, la presenza nello scudo di un'aquila ornata di una corona con al centro il blasone borbonico.
Per individuare il comune, pertanto, bisognava leggerne la dicitura (per esempio "Rosalinorum", per Rosolini, "Buscemae", per Buscemi e così via) oppure individuare il particolare simbolo distintivo posto tra gli artigli dell'aquila.
Nello stemma solarinese, il simbolo distintivo posto nel rostro destro dell'aquila era una spada con una vipera attorcigliata, chiaro richiamo al prodigio effettuato da san Paolo a Malta e descritto negli Atti degli Apostoli,  il tutto racchiuso dalla dicitura Magistratus Municipalis Solarinus, ufficialmente riconosciuta dall'organo committente. La sottostante scritta posticcia "Comune di S. Paolo Solarino", che nulla ha a che vedere con l'emblema borbonico, fu vergata da mano ignota in epoca imprecisata.

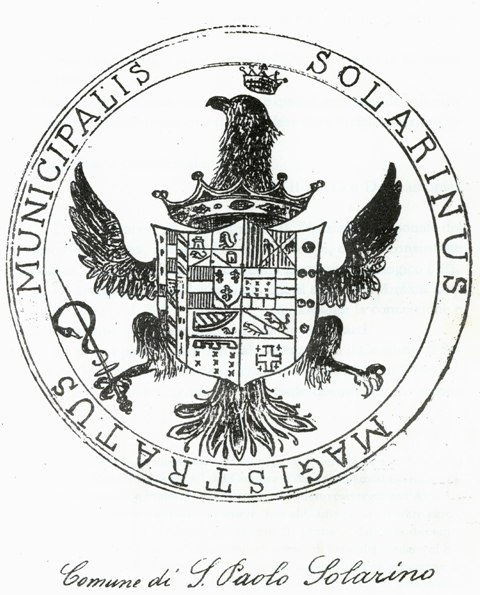
Emblema del «Magistrato Municipale di Solarino», abolito con la fine del dominio borbonico.

Per quasi vent'anni fu questo l'emblema del comune di Solarino. La sua abolizione avvenne con la cacciata dei Borbone. Con l'avvento del Regno d'Italia alle insegne borboniche subentrarono quelle sabaude. Nel 1914 il cav. Michele Sipala, facente funzioni di sindaco, commissionò un nuovo timbro comunale con la dicitura "Municipio di Solarino",  sostituito nel 1922 - perché logoro - con l'altro recante la dicitura "Comune di Solarino".
Con regio decreto di Vittorio Emanuele III, il 19 settembre 1921 - sindaco il cav. dott. Carmelo Lamonica - al comune di Solarino venne concesso uno stemma proprio, fino allora mancante. Tale emblema giunse soltanto dopo un anno ed infatti venne solennemente inaugurato nel 1922.
Con l'avvento del Fascismo, il podestà Salvatore Cianci, in una sua comunicazione al prefetto di Siracusa, effettuata il 18 febbraio 1930, dichiarava che lo stemma «si presta ad interpretazioni di riferimento ai simboli del passato regime comunista». Conseguentemente, quest'ultimo, chiedeva al Ministro dell'Interno la sostituzione dell'emblema comunale.

Il 4 luglio 1931, con delibera del podestà, venne deciso di sostituire al "sole nascente" un fascio littorio che emergeva dalle tre spighe, poste su un fondo ceruleo ed il 25 settembre successivo, tale deliberazione venne inoltrata alla Consulta araldica al fine di intraprendere l'iter per l'autorizzazione all'utilizzo del nuovo stemma. Nonostante un certo interesse da parte del regime di introdurre il proprio simbolo, la richiesta del podestà rimase lettera morta. Tra gli anni Venti e l'inizio degli anni Trenta del Novecento l'emblema di Solarino, ottenuto per concessione sovrana nel 1921, fu scolpito - assieme a quelli di tutti i Comuni dell'allora Provincia di Siracusa - nel fastigio di coronamento del nuovo palazzo della Camera di Commercio di Siracusa, dove ancora oggi fa bella mostra di sé.

Il drappo originale del 1922 riproducente lo stemma civico, dopo il restauro operato nel 1996.

Quanto allo stemma del 1921, nonostante il tentativo di distruzione dell'originario gonfalone che lo riproduceva da parte delle autorità fasciste, quest'ultimo fu sottratto alle fiamme, avvolto in un foglio di giornale e nascosto sino al 25 luglio 1943, quando venne nuovamente riportato in municipio, seppur ridimensionato poiché lacero.
Negli anni settanta del Novecento, il drappo fu incorniciato e collocato nell'aula consiliare, ove si trova tuttora e nel maggio 1996 venne riconsegnato all'antico splendore dopo un lavoro di restauro di circa un anno effettuato a cura della sezione solarinese della FIDAPA.

## Simbologia dello stemma
Tutti gli elementi che costituiscono lo stemma comunale riguardano l'origine agricola del paese, che nasce dal popolamento di un feudo.
Oltre alla definizione araldica dei simboli, appare interessante quella fornita da Giuseppe Fichera - citando lo storico Orazio Sudano - nel libro Solarino ieri ed oggi nei ricordi di un suo vecchio figlio che li contestualizza alla luce della storia e delle caratteristiche del comune.
- le spighe di grano d'oro in araldica rappresentano il «buon genio abbondante di virtù e di prudenza» ed inoltre, come ricorda l'autore siciliano, sono l'immagine più pura della campagna solarinese.
- il sole, simboleggia eternità, grandezza, illustre nobiltà, magnificenza, potenza, provvidenza[7], ma soprattutto, è l'astro che riscalda e che fa maturare i frutti della terra e da cui trae il nome il paese.
- l'azzurro, araldicamente simboleggia tutte le virtù più elevate come fedeltà, giustizia, bellezza, nobiltà, fortezza oltre a rappresentare il cielo.